# Hệ thống Đại học Nebraska
Hệ thống Đại học Nebraska (tiếng Anh: University of Nebraska system) là hệ thống các viện đại học công lập của tiểu bang Nebraska, Hoa Kỳ. Viện đại học Nebraska đầu tiên được thành lập vào năm 1869 ở Lincoln. Hiện tại, hệ thống sở hữu ba viện đại học, một trường y khoa, một trường cao đẳng hệ hai năm và một trường trung học.

## Các trường thành viên
- Viện Đại học Nebraska-Lincoln (University of Nebraska-Lincoln) nằm tại thủ phủ Lincoln và là cơ sở chính của hệ thống. Trường được cấp đất bởi chính phủ liên bang và thành lập vào năm 1869. Trường sử dụng danh xưng Đại học Nebraska (University of Nebraska) cho đến năm 1968.
- Viện Đại học Nebraska Omaha (University of Nebraska Omaha) nằm tại thành phố Omaha. Trường được thành lập năm 1908 với tên gọi Omaha University (Đại học Omaha). Trường gia nhập hệ thống Đại học Nebraska năm 1968.
- Viện Đại học Nebraska tại Kearney (University of Nebraska Kearney) nằm tại thành phố Kearney. Trường thành lập năm 1905 với tên gọi Nebraska State Normal School (Cao đẳng Sư phạm bang Nebraska). Trường gia nhập hệ thống này vào năm 1991.
- Đại học Y Nebraska (University of Nebraska Medical Center) là viện đại học y cùng với bệnh viện đại học nằm tại Omaha. Trường được thành lập với tên gọi Omaha Medical College (Cao đẳng Y Omaha), một trường y tư nhân vào năm 1880. Trường gia nhập hệ thống Đại học Nebraska vào năm 1902.[4]
- Trường Cao đẳng Nông nghiệp Kỹ thuật Nebraska (Nebraska College of Technical Agriculture) tọa lạc tại Curtis, Nebraska và được thành lập vào năm 1965. Đây là trường cao đẳng cơ sở cấp bằng hai năm. Trường được hệ thống Đại học Nebraska quản lý theo thỏa thuận năm 1994.[5]
- Trường Trung học Đại học Nebraska (University of Nebraska High School) là một trường trung học giảng dạy trực tuyến có trụ sở tại Lincoln, Nebraska. Trường được thành lập vào năm 1929 với tên gọi Trường Trung học Nghiên cứu Độc lập (Indepedent Study High School).

## Lịch sử
Vào ngày 11 tháng 2 năm 1857, một nhóm các cư dân đã nhận được sự cho phép của Nghị viện Lãnh thổ Nebraska để thành lập Đại học Nebraska tại Saratoga, Nebraska. Tuy nhiên, họ không thể tiến hành họp và thành lập một cơ sở đại học nào ở Saratoga, điều này khiến cho Nghị viện tước giấy phép chỉ sau một năm.
Đại học Nebraska ngày nay được thành lập vào năm 1869 tại Lincoln, Nebraska. Trong 99 năm đầu tiên tồn tại, danh xưng "Đại học Nebraska" dùng để chỉ viện đại học tại thành phố Lincoln. Năm 1902, Trường Cao đẳng Y Omaha (Omaha Medical College) trở thành một phần của hệ thống Đại học Nebraska. Hệ thống các trường được tái cơ cấu vào năm 1968 khi nắm quyền quản lý Đại học Omaha (Đại học Omaha), về sau trở thành Đại học Nebraska tại Omaha. Đại học Nebraska tại Kearney, trở thành thành viên thứ tư của hệ thống Đại học Nebraska vào năm 1991.